# Rue Henri-Ribière
La rue Henri-Ribière est une voie du 19e arrondissement de Paris, en France.

## Situation et accès
La rue Henri-Ribière est une voie publique située dans le 19e arrondissement de Paris. Elle débute au 12, rue Compans et se termine au 2, rue des Bois.

## Origine du nom
La rue doit son nom à Henri Ribière (1897-1956), homme politique et résistant français.

## Historique
La voie est ouverte en 1974 dans le cadre de l'aménagement de l'îlot de la place des Fêtes sous le nom provisoire de « voie BE/19 » et prend sa dénomination actuelle par un arrêté du 23 octobre 1974.
Le no 10 bis permet d'accéder à la rue Jean-Quarré, piétonne, où se trouve le collège Guillaume-Budé et la médiathèque James-Baldwin.